# Henry To'oTo'o
Henry Moses Ito Iese To'oTo'o (Sacramento, 5 gennaio 2001) è un giocatore di football americano samoano americano che milita nel ruolo di linebacker per gli Houston Texans della National Football League (NFL).

## Carriera

### Houston Texans
Al college To'oTo'o giocò a football a Tennessee (2019-2020) e Alabama, venendo inserito nella formazione ideale della Southeastern Conference nell'ultima stagione. Fu scelto nel corso del quinto giro (167º assoluto) del Draft NFL 2023 dagli Houston Texans. Debuttò come professionista subentrando nella gara del primo turno contro i Baltimore Ravens mettendo a segno 3 tackle. La settimana successiva disputò la prima gara come titolare contro gli Indianapolis Colts facendo registrare 7 placcaggi. La sua prima stagione si chiuse con 62 tackle e un fumble forzato in 14 presenze, di cui 6 come titolare.